# Saint-Sébastien-de-Morsent
Saint-Sébastien-de-Morsent – miejscowość i gmina we Francji, w regionie Normandia, w departamencie Eure.
Według danych na rok 1990 gminę zamieszkiwało 4181 osób, a gęstość zaludnienia wynosiła 417 osób/km² (wśród 1421 gmin Górnej Normandii Saint-Sébastien-de-Morsent plasuje się na 60. miejscu pod względem liczby ludności, natomiast pod względem powierzchni na miejscu 349.).